# 黑旗 (伊斯兰教)

黑旗

黑旗（‎, rāyat al-sawdā' ，又称“鹰旗”（‎, rāyat al-`uqāb），简称“旗”（‎, al-rāya），根据圣训的记载，是由伊斯兰教先知默罕默德升起的旗帜之一。在历史上，阿布·穆斯林将其运用在公元747年的导致阿拔斯革命的起义中，因此黑旗与阿拔斯王朝密切相关。它也是伊斯兰教末世论（预示着马赫迪的到来）的一个标志。自1990年代末以来，它也被运用于伊斯兰主义和圣战主义中。
由于其在伊斯兰教传统中的重要地位，黑旗依旧作为宗教标志被使用着。 使用一面简单的黑色旗帜，或包含清真言的黑色旗帜一直是主流的做法，因为出于其自身的历史与逊尼派清真言的重要性，穆斯林们相信黑旗不属于极端分子。